# ぼくのお日さま
『ぼくのお日さま』（ぼくのおひさま）は、2024年公開の日本映画。9月6日からテアトル新宿とTOHOシネマズシャンテで先行公開された後、9月13日より全国公開された。
監督は本作が商業映画デビュー作となる奥山大史。第77回カンヌ国際映画祭「ある視点」部門に正式出品された他、第26回台北映画祭では審査員特別賞、観客賞、台湾監督協会賞を受賞。第16回TAMA映画賞では最優秀作品賞を受賞した。
雪の降る田舎町を舞台に、吃音を持つホッケーが苦手な少年とフィギュアスケートを学ぶ少女、さくらのコーチで選手としての夢を諦めた男の3人の視点で物語が描かれる。

## 製作
監督の奥山が幼少期に7年間フィギュアスケート習っていた経験をもとにプロットを考えていたところ、ハンバート ハンバートが2014年にリリースしたアルバム『むかしぼくはみじめだった』の収録曲「ぼくのお日さま」と出会い、インスピレーションを受け、この楽曲が映画のタイトルと主題歌となった。
タクヤを演じた越山敬達と、さくらを演じた中西希亜良はそれぞれフィギュアスケートの経験があり、オーディションによって選ばれた。越山は本作で映画初主演、中西は演技デビューを果たした。
作品では架空の街を舞台としているが、撮影は2023年冬に北海道の各地で行われた。

## あらすじ
北国のとある田舎町で、アイスホッケーも野球も苦手な少年タクヤはある日、アイスリンクでドビュッシーの「月の光」に合わせてフィギュアスケートの練習をする少女さくらに心を奪われる。さくらは、フィギュアスケート選手を辞めて地元でコーチとなった荒川に指導を受けていたが、さくらに釘付けになるタクヤの姿が荒川の目に入り、荒川はタクヤにもフィギュアスケートを教えるようになる。荒川はさくらにとってもプラスになると考え、さくらとタクヤでペアを組みアイスダンスに挑戦する事を提案。そこから3人はアイスダンスの練習に夢中になって取り組み、表現の楽しさを見つけていく。タクヤがさくらに淡い恋心を抱く一方で、さくらも荒川に憧れを抱いていたが、ある日、荒川がパートナーの男性と一緒にいるところを目撃しショックを受けたさくらは荒川に残酷な言葉をぶつけてしまい、練習にも来なくなってしまう。

## キャスト
- タクヤ：越山敬達[11][12]
- さくら：中西希亜良[11][12]
- 五十嵐：若葉竜也[11][12]
- 三上真歩：山田真歩[11][12]
- コウセイ：潤浩[11][12]
- 荒川：池松壮亮[11][12]

## スタッフ
- 監督・脚本・撮影・編集：奥山大史[11][12]
- 音楽：佐藤良成（ハンバート ハンバート）[11][12]
- 主題歌：ハンバート ハンバート「ぼくのお日さま」[8][13]
- 製作：渡部秀一、太田和宏[11][12]
- プロデューサー：西ヶ谷寿一、西宮由貴[11][12]
- Coプロデューサー：澤田正道[11][12]
- ラインプロデューサー：堀慎太郎[11][12]
- 照明：西ヶ谷弘樹[11][12]
- 録音：柳田耕佑[11][12]
- 美術：安宅紀史[11][12]
- 装飾：松井今日子[11][12]
- 衣裳：纐纈春樹[11][12]
- ヘアメイク：寺沢ルミ、杉山裕美子[11][12]
- 編集：Tina Baz[11][12]
- リレコーディングミキサー：浜田洋輔[11][12]
- 音響効果：勝亦さくら[11][12]
- 助監督：久保朝洋[11][12]
- スケート監修：森望[11][12]
- 制作担当：渡辺美穂[11][12]
- 助成：文化庁文化芸術振興費補助金（映画創造活動支援事業）独立行政法人日本芸術文化振興会
- 制作プロダクション：RIKIプロジェクト
- 企画・制作・配給：東京テアトル
- 共同製作：COMME DES CINÉMAS
- 製作幹事：朝日新聞社
- 製作：「ぼくのお日さま」製作委員会（朝日新聞社、東京テアトル）

## 受賞
- 第16回TAMA映画賞 最優秀作品賞[14]
- 第46回ヨコハマ映画祭[15]
  - 2024年日本映画ベストテン 第8位
  - 森田芳光メモリアル新人監督賞（奥山大史）
  - 助演男優賞（池松壮亮）
  - 最優秀新人賞（越山敬達）
- 第37回日刊スポーツ映画大賞・石原裕次郎賞 新人賞（中西希亜良）[16]
- 第79回毎日映画コンクール[17]
  - 助演俳優賞（池松壮亮）
  - スポニチグランプリ新人賞（越山敬達）
- 第48回日本アカデミー賞 新人俳優賞（越山敬達）
- 第98回キネマ旬報ベスト・テン[18]
  - 助演男優賞（池松壮亮）
  - 新人女優賞（中西希亜良）
  - 新人男優賞（越山敬達）